# 黒野藩

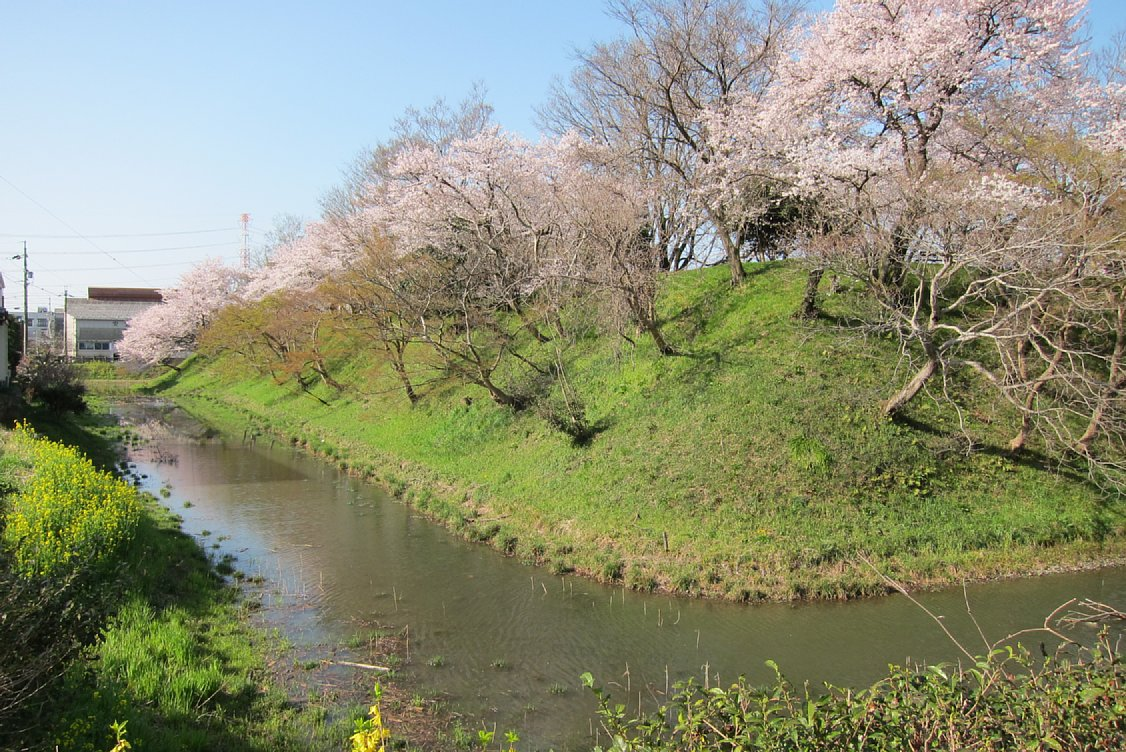
黒野城跡（岐阜市史跡。現在の黒野城跡公園）

黒野藩（くろのはん）は、美濃国方県郡の黒野城（現在の岐阜県岐阜市黒野）を居城として、江戸時代初期に存在した藩。豊臣政権下で黒野城主となった加藤貞泰は、関ヶ原の合戦後に本領4万石を安堵されたが、1610年に伯耆国米子藩に転出した。

## 歴史

### 豊臣大名としての成立
藩主の加藤貞泰は、豊臣秀吉に仕えた加藤光泰の子である。光泰は美濃国出身で、豊臣政権下では甲斐国府中24万石の領主であったが、朝鮮出兵中の文禄2年（1593年）に病没した。この時点で、嗣子の貞泰は14歳であった。
『寛政重修諸家譜』によれば文禄4年（1595年）に加藤貞泰は甲斐国の領地を収公され、美濃黒野に4万石を与えられた。移封の時期を文禄3年（1594年）とするものもある。
黒野に領地を与えられた加藤貞泰は黒野城を築き、慶長2年（1597年）にはほぼ完成を見たという。貞泰は慶長3年（1598年）に黒野城に入城したという。

### 関ヶ原の戦いから廃藩まで
関ヶ原の役において、貞泰ははじめ西軍に与し、竹中重門・稲葉貞通・関一政らと犬山城に入ったが、かれらとともに家康に従い、弟の加藤光直を人質に送った。加藤貞泰は井伊直政の指揮下で大垣城の戦いや関ヶ原本戦に参加、ついで長束正家の居城である近江水口城攻撃でも戦功を挙げた。

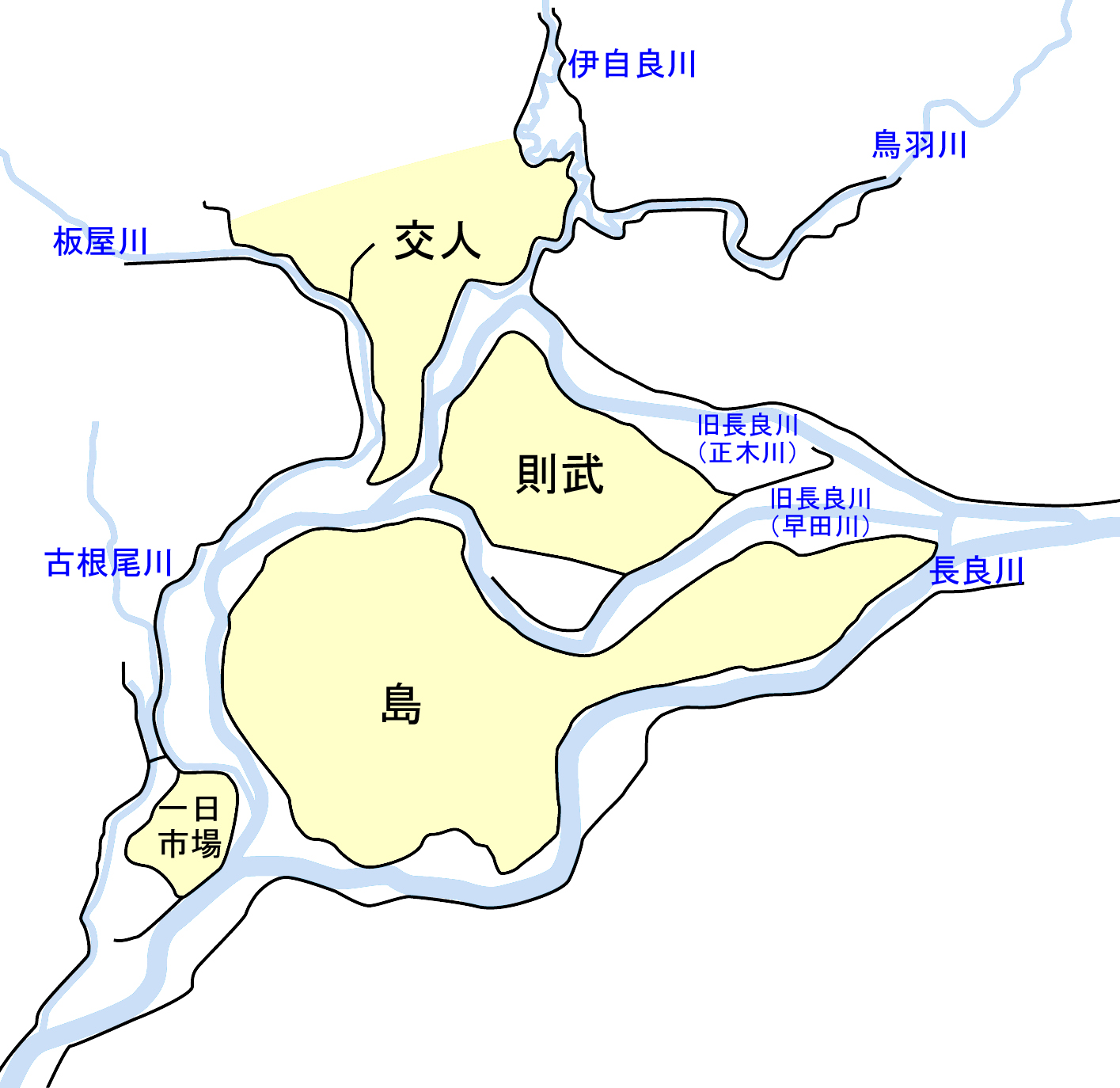
明治期（木曽川上流改修工事以前）の、現在の岐阜市北部の輪中を示した地図（「島輪中」の記事参照）。黒野は伊自良川と板屋川に挟まれた交人輪中内に位置する。

領主としては、城下を楽市としたという。また、所領周辺を数派に分かれて流れていた長良川の治水事業に取り組んだ。慶長13年（1607年）には則武輪中の堤を築造しており、貞泰の官途（左衛門尉）から「尉殿堤」と呼ばれる。
慶長15年（1610年）7月15日に伯耆国米子藩（6万石）へ加増移封され、黒野藩は廃藩となった。

### 後史
大坂の陣後の元和3年（1617年）、加藤貞泰は伊予国大洲藩6万石に移された。以後、加藤家は大洲に定着して幕末・廃藩置県まで存続する。

## 歴代藩主
加藤家
外様。4万石。
1. 加藤貞泰

## 領地

### 黒野
慶長15年（1610年）、貞泰は西本願寺（浄土真宗本願寺派）に寺地を寄進し、方県郡正木村（現在の岐阜市正木付近）にあった正木御坊を移して、本願寺黒野別院を置いた。黒野藩の廃藩後、黒野町は本願寺黒野別院を中心とした在郷町として発展した。
黒野別院は、岐阜別院・笠松別院と並び、美濃国に所在する西本願寺の別院の一つであった。なお、1996年に黒野別院は岐阜別院に統合され、跡地には本願寺派の社会事業の一環として特別養護老人ホーム「黒野あそか苑」が建設された。

## 備考
- 貞泰が米子に転出されたことについては、堤防建設をめぐる加納藩奥平家との確執が伝承されている。貞泰は藩領の鷺山・則武・黒野・木田などの諸村を水害から守るため、長良古々川（長良川の分流の一つ。早田川・正木川参照）を一夜にして締め切ろうとした。しかし対岸に領地を有する加納藩がこれを知り、工事は中断したという[10]。加納藩主奥平信昌の正室・亀姫は徳川家康の長女であり、亀姫の逆鱗に触れた貞泰は米子に転封されたのであるという[11]。
- 加藤貞泰の弟である加藤光直（平内）は、関ヶ原の戦いののちに美濃国池田郡・安八郡・不破郡において3640石を与えられ[12]、池田郡六之井村（現在の岐阜県揖斐郡池田町六之井）に陣屋を構えた（六之井加藤家）[13]。